# گول‌کوی
گل‌کوی (به ترکی استانبولی: Gölköy) شهری است در کشور ترکیه که در استان اردو واقع شده‌است. جمعیت این شهر بر اساس سرشماری سال ۲۰۰۸ میلادی ۱۱٬۷۱۵ نفر و بر اساس برآوردهای سال ۲۰۰۹ میلادی ۱۱٬۳۶۵ نفر می‌باشد.

## نگارخانه

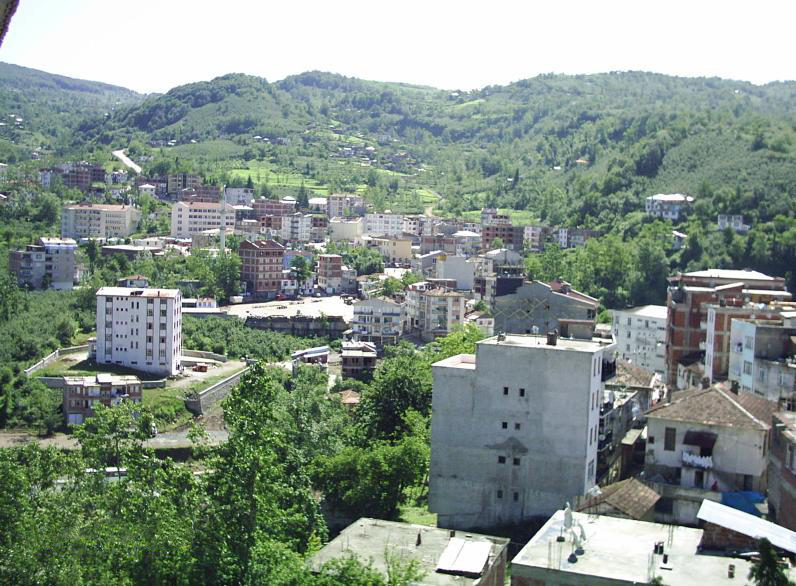
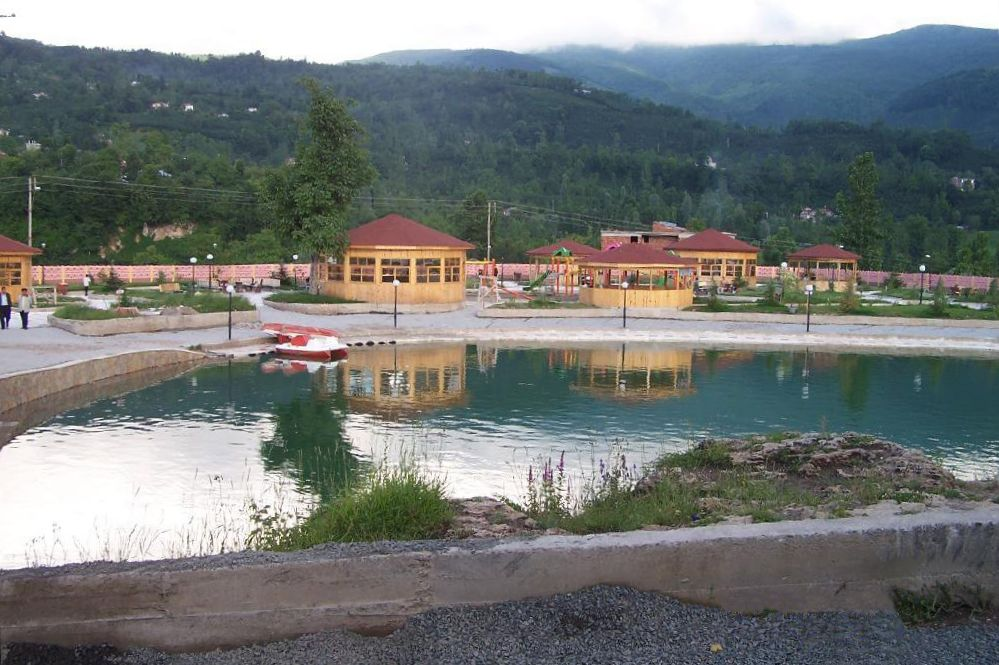
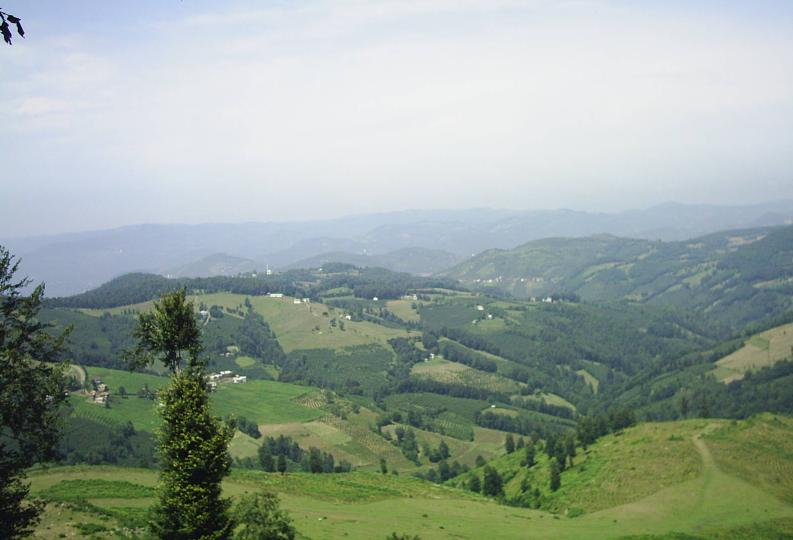